# Liste der Baudenkmale in Moormerland
Die Liste der Baudenkmale in Moormerland enthält die nach dem Niedersächsischen Denkmalschutzgesetz geschützten Baudenkmale in der ostfriesischen Gemeinde Moormerland.
Grundlage ist die veröffentlichte Denkmalliste des Landkreises (Stand: 25. Juli 2016).
Baudenkmale sind „im Sinne des Gesetzes Bodendenkmale, bewegliche Denkmale und Denkmale der Erdgeschichte.“

## Boekzetelerfehn
| Bild                       | Bezeichnung                        | Lage                                                                  | Beschreibung | Bauzeit              | Eingetragen seit  | Denkmal- nummer  |
| -------------------------- | ---------------------------------- | --------------------------------------------------------------------- | --- | -------------------- | ----------------- | ---------------- |
| BW                         | Gulfhaus (Gulfhaus)                | Boekzetelerfehn Am Kloster 5 Flurstück: 030808-005-00049/001 Karte    | Gulfhaus (Gulfhaus) eingeschossiger Wohnteil. Wohn- und Wirtschaftsgiebel datiert 1866; Einzeldenkmal gemäß § 3.2 NDSchG | 1886                 |                   | 45701400032      |
| Friedhof (Klosterfriedhof) | Friedhof (Klosterfriedhof)         | Boekzetelerfehn Am Kloster 6 Flurstück: 030808-005-00045/002 Karte    | Friedhof (Klosterfriedhof) mit: Wurt; mit einer Grabplatte des 17. Jahrhunderts und etlichen des 19. Jahrhunderts; Bedeutung: historisch, wissenschaftlich; wesentliche Begründung: 1.04 geschichtliche Bedeutung aufgrund des Zeugnis- und Schauwertes für Kultur- und Geistesgeschichte; konstituierender Bestandteil einer Gruppe gemäß § 3.3 NDSchG; in Gruppe baulicher Anlagen: 457014Gr0005                                                                      |                      |                   | 457014.00033M001 |
| BW                         | Gulfhaus (Gulfhaus)                | Boekzetelerfehn Kreisstraße 46 Flurstück: 030808-004-00030/002 Karte  | Gulfhaus (Gulfhaus) eingeschossiger Ziegelbau; Gliederung des Wohnteils durch Gesimse, Lisenen und Ziegelziersetzung entlang des Ortgangs. Rundbogenfenster und Oculus im Giebeldreieck. Erbaut Ende 19. Jahrhundert, Umbau 1904; Einzeldenkmal gemäß § 3.2 NDSchG | Ende 19. Jahrhundert |                   | 45701400083      |
| BW                         | Gulfhaus (Gulfhaus)                | Boekzetelerfehn Kreisstraße 61 Flurstück: 030808-004-00124/001 Karte  | Gulfhaus (Gulfhaus) mit: Baumbestand; Traufständiger Ziegelbau von der Straße zurückgesetzt mit markanter Baumreihe an dieser. eingeschossiger Bau, Fenster unter Ziegelverdachungen. Erbaut um 1880, Scheune außen erneuert. Bedeutung: historisch, wissenschaftlich; wesentliche Begründung: 1.06 geschichtliche Bedeutung aufgrund des Zeugnis- und Schauwertes durch beispielhafte Ausprägung eines Stils und / oder Gebäudetypus; Einzeldenkmal gemäß § 3.2 NDSchG | um 1880              |                   | 457014.00116M001 |
| BW                         | Kirche (Johanneskirche, ev.-luth.) | Boekzetelerfehn Pappelstraße 43 Flurstück: 030808-003-00184/116 Karte | Kirche (Johanneskirche, ev.-luth.) Einschiffiger Ziegelbau mit Apsis und Westturm. Schlichte Wandgliederung durch Gesimse und rundbogige Fenster mit Verdachungen. Datiert 1863; Einzeldenkmal gemäß § 3.2 NDSchG | 1863                 |                   | 45701400089      |
| BW                         | Gulfhaus (Gulfhaus)                | Boekzetelerfehn Unterende 28 Flurstück: 030808-002-00012/004 Karte    | Gulfhaus (Gulfhaus) Einzeldenkmal gemäß § 3.2 NDSchG |                      | 10. November 1981 | 45701400092      |

## Gandersum
| Bild           | Bezeichnung              | Lage                                                               | Beschreibung | Bauzeit                   | Eingetragen seit | Denkmal- nummer  |
| -------------- | ------------------------ | ------------------------------------------------------------------ | --- | ------------------------- | ---------------- | ---------------- |
| BW             | Gulfhaus (Gulfhaus)      | Gandersum Petkumer Straße 6 Flurstück: 030680-002-00145/017 Karte  | Gulfhaus (Gulfhaus) eingeschossiger Wohnteil unter Vollwalm, Dielenseite zweimal einspringend. Klötzchengesims. Datiert 1791; Wirtschaftsgiebel unter Halbwalm, Ende 19. Jahrhundert; Einzeldenkmal gemäß § 3.2 NDSchG | 1791                      |                  | 45701400054      |
| BW             | Wohn-/Wirtschaftsgebäude | Gandersum Petkumer Straße 8 Flurstück: 030680-002-00051/003 Karte  | Wohn-/Wirtschaftsgebäude eingeschossiger Ziegelbau mit Querdiele und rückwärtiger Stallkübbung. Holzblockrahmenfenster. 1. Hälfte 19. Jahrhundert; Einzeldenkmal gemäß § 3.2 NDSchG | 1. Hälfte 19. Jahrhundert |                  | 45701400053      |
| BW             | Gulfhaus (Gulfhaus)      | Gandersum Petkumer Straße 10 Flurstück: 030680-002-00097/004 Karte | Gulfhaus (Gulfhaus) eingeschossiger Wohnteil mit Drempel, stallseitig zweimal einspringend. Gliederung durch zum Teil farblich abgesetzte Gesimse und Verdachungen. Um 1900; Einzeldenkmal gemäß § 3.2 NDSchG | um 1900                   |                  | 45701400055      |
| BW             | Wohn-/Wirtschaftsgebäude | Gandersum Zollhausstraße 2 Flurstück: 030680-002-00057/004 Karte   | Wohn-/Wirtschaftsgebäude 1 ⁄2-geschossiger Wohnteil gegliedert durch Ecklisenen, Trauf- und Geschossgesimse. Originale Fenster größtenteils erhalten. Eingang mit hölzerner Rahmung und Sandsteinstufen. Erbaut 1872/1873; Einzeldenkmal gemäß § 3.2 NDSchG | 1872/1873                 |                  | 45701400117      |
| weitere Bilder | Kirche, ev.-ref.         | Gandersum Zollhausstraße 15 Flurstück: 030680-002-00081/001 Karte  | Kirche, ev.-ref. mit: Kirchwurt, Friedhof; auf kleiner Friedhofswurt gelegener mittelalterlicher Saalbau in Ziegelbauweise. Glocken 1912 erneuert, eine der Originalglocken (1458) heute im Ostfriesischen Landesmuseum Emden. Bedeutung: historisch, wissenschaftlich; wesentliche Begründung: 1.04 geschichtliche Bedeutung aufgrund des Zeugnis- und Schauwertes für Kultur- und Geistesgeschichte; Einzeldenkmal gemäß § 3.2 NDSchG | 14. Jahrhundert           |                  | 457014.00043M001 |

## Hatshausen
| Bild | Bezeichnung                                 | Lage                                                                 | Beschreibung | Bauzeit                | Eingetragen seit | Denkmal- nummer  |
| --- | ------------------------------------------- | -------------------------------------------------------------------- | --- | ---------------------- | ---------------- | ---------------- |
| Friedhof (Alter Friedhof Ayenwolde) | Friedhof (Alter Friedhof Ayenwolde)         | Hatshausen Ayenwolder Straße Flurstück: 030805-015-00104/001         | Friedhof (Alter Friedhof Ayenwolde) mit: Wurt; mit Grabsteinen des 19. Jahrhunderts; Bedeutung: historisch, wissenschaftlich; wesentliche Begründung: 1.04 geschichtliche Bedeutung aufgrund des Zeugnis- und Schauwertes für Kultur- und Geistesgeschichte: konstituierender Bestandteil einer Gruppe gemäß § 3.3 NDSchG; in Gruppe baulicher Anlagen: 457014Gr0009 |                        |                  | 457014.00040M001 |
| BW | Pfarrhaus (Gulfhaus, ehemaliges)            | Hatshausen Ayenwolder Straße 4 Flurstück: 030805-006-00062/001 Karte | Pfarrhaus (Gulfhaus, ehemaliges) Wohl ehemaliges Gulfhaus. Straßengiebel mit Traufsteinen und Dreiecksmauerung sowie südwestliche Traufwand des Wohnteilsaus der Erbauungszeit. Datiert 1783. Bedeutung: historisch, wissenschaftlich; wesentliche Begründung: 1.06 geschichtliche Bedeutung aufgrund des Zeugnis- und Schauwertes durch beispielhafte Ausprägung eines Stils und / oder Gebäudetypus; Gruppe gemäß § 3.3 NDSchG; in Gruppe baulicher Anlagen: 457014Gr0007                                  | 1783                   |                  | 45701400036      |
| weitere Bilder | Kirche, ev.-luth.                           | Hatshausen Ayenwolder Straße 6 Flurstück: 030805-005-00038/001 Karte | Kirche, ev.-luth. mit: Glockenturm; Rechteckiger Saalbau in Ziegelbauweise. Vor der südlichen Traufseite Glockenturm. Datiert 1783. Bedeutung: historisch, wissenschaftlich, städtebaulich; wesentliche Begründung: 1.04 geschichtliche Bedeutung aufgrund des Zeugnis- und Schauwertes für Kultur- und Geistesgeschichte; Einzeldenkmal gemäß § 3.2 NDSchG; in Gruppe baulicher Anlagen: 457014Gr0007 | 1783                   |                  | 457014.00035M001 |
| BW | Friedhof, ev.-luth.                         | Hatshausen Ayenwolder Straße 6 Flurstück: 030805-005-00039/000 Karte | Friedhof, ev-luth. Friedhof mit Grabsteinen des 19. Jahrhunderts; nordwestlich hinter der Kirche. Bedeutung: historisch, wissenschaftlich; wesentliche Begründung: 1.04 geschichtliche Bedeutung aufgrund des Zeugnis- und Schauwertes für Kultur- und Geistesgeschichte; Gruppe gemäß § 3.3 NDSchG; in Gruppe baulicher Anlagen: 457014Gr0007 |                        |                  | 45701400087      |
| [[Vorlage:Bilderwunsch/code!/C:53.345219,7.454606!/D:Gulfhaus (ehemaliges Küsterhaus [Gulfhaus]), Küsterstraße 16 Flurstück: 030805-015-00108/001!/\|BW]] | Gulfhaus (ehemaliges Küsterhaus [Gulfhaus]) | Hatshausen Küsterstraße 16 Flurstück: 030805-015-00108/001 Karte     | Gulfhaus (ehemaliges Küsterhaus [Gulfhaus]) Einzeldenkmal gemäß § 3.2 NDSchG |                        | 13. April 1988   | 45701400112      |
| Gulfhaus (Gulfhaus) | Gulfhaus (Gulfhaus)                         | Hatshausen Küsterstraße 35 Flurstück: 030805-015-00129/002 Karte     | Gulfhaus (Gulfhaus) mit: Wurt; eingeschossiger Wohnteil mit Eck-Kellerstube unter reetgedecktem Halbwalmdach. Stallseitig zweimal einspringend. Wohngiebel datiert 1820; Wirtschaftsgiebel datiert 1863. Bedeutung: historisch, wissenschaftlich, städtebaulich; wesentliche Begründung: 1.06 geschichtliche Bedeutung aufgrund des Zeugnis- und Schauwertes durch beispielhafte Ausprägung eines Stils und / oder Gebäudetypus; Einzeldenkmal gemäß § 3.2 NDSchG; in Gruppe baulicher Anlagen: 457014Gr0008 | 1820                   |                  | 457014.00037M001 |
| BW | Scheune (Gulfscheune)                       | Hatshausen Küsterstraße 35 Flurstück: 030805-015-00129/002 Karte     | Scheune (Gulfscheune) Ziegelbau in Gulfkonstruktion mit Längseinfahrt und seitlicher Einfahrt. Anfang 20. Jahrhundert; Bedeutung: historisch, wissenschaftlich, städtebaulich; wesentliche Begründung: 1.06 geschichtliche Bedeutung aufgrund des Zeugnis- und Schauwertes durch beispielhafte Ausprägung eines Stils und / oder Gebäudetypus; Gruppe gemäß § 3.3 NDSchG; in Gruppe baulicher Anlagen: 457014Gr0008                                                                                          | Anfang 20. Jahrhundert |                  | 45701400038      |
| BW | Backhaus                                    | Hatshausen Küsterstraße 35 Flurstück: 030805-015-00129/002 Karte     | Backhaus Kleiner Ziegelbau mit Schornstein, Ende 19. Jahrhundert; Bedeutung: historisch, wissenschaftlich, städtebaulich; wesentliche Begründung: 1.06 geschichtliche Bedeutung aufgrund des Zeugnis- und Schauwertes durch beispielhafte Ausprägung eines Stils und / oder Gebäudetypus; Gruppe gemäß § 3.3 NDSchG; in Gruppe baulicher Anlagen: 457014Gr0008 | Ende 19. Jahrhundert   |                  | 45701400039      |
| | Friedhof (Alter Friedhof)                   | Hatshausen Münkeweg Flurstück: 030805-013-00005/001                  | Friedhof (Alter Friedhof) mit: Wurt, Baumreihe (Allee) Mit Grabsteinen des 19. Jahrhunderts; Bedeutung: historisch, wissenschaftlich; wesentliche Begründung: 1.04 geschichtliche Bedeutung aufgrund des Zeugnis- und Schauwertes für Kultur- und Geistesgeschichte; konstituierender Bestandteil einer Gruppe gemäß § 3.3 NDSchG; in Gruppe baulicher Anlagen: 457014Gr0006 |                        |                  | 457014.00034M001 |
| BW | Wohnhaus (Doppelhaus)                       | Hatshausen Raiffeisenstraße 12 Flurstück: 030805-012-00121/001 Karte | Wohnhaus (Doppelhaus) eingeschossiger schlichter Ziegelbau mit rückwärtiger Kübbun g. Beide Giebel unter Vollwalm. Ende 19. Jahrhundert; Einzeldenkmal gemäß § 3.2 NDSchG | Ende 19. Jahrhundert   |                  | 45701400072      |

## Jheringsfehn
| Bild     | Bezeichnung         | Lage                                                              | Beschreibung | Bauzeit | Eingetragen seit | Denkmal- nummer  |
| -------- | ------------------- | ----------------------------------------------------------------- | --- | ------- | ---------------- | ---------------- |
| Friedhof | Friedhof            | Jheringsfehn Hookswieke Flurstück: 030809-002-00005/003           | Friedhof mit: Wurt; aufgelassener Friedhof mit zahlreichen Grabsteinen des 19. Jahrhunderts; Bedeutung: historisch, wissenschaftlich; wesentliche Begründung: 1.04 geschichtliche Bedeutung aufgrund des Zeugnis- und Schauwertes für Kultur- und Geistesgeschichte; konstituierender Bestandteil einer Gruppe gemäß § 3.3 NDSchG; in Gruppe baulicher Anlagen: 457014Gr0004                                                                                          |         |                  | 457014.00028M001 |
| BW       | Schule, ehemalige   | Jheringsfehn Mövenstraße 2 Flurstück: 030809-007-00227/023 Karte  | Schule, ehemalige mit: Stallanbau; Schmaler langgestreckter Ziegelbau mit kleinem Stallanbau am Straßengiebel. Wandgliederung durch Lisenen, Gesimse und Fensterverdachungen, zum Teil originale Gusseisenfenster. Um 1880; Bedeutung: historisch, wissenschaftlich; wesentliche Begründung: 1.06 geschichtliche Bedeutung aufgrund des Zeugnis- und Schauwertes durch beispielhafte Ausprägung eines Stils und / oder Gebäudetypus; Einzeldenkmal gemäß § 3.2 NDSchG | um 1880 |                  | 457014.00031M001 |
| BW       | Gulfhaus (Gulfhaus) | Jheringsfehn Neuebeek 103 Flurstück: 030809-006-00050/003 Karte   | Gulfhaus (Gulfhaus) eingeschossiger Wohnteil, stallseitig zweimal einspringend. Gliederung durch Ecklisenen, Gesimse und Fensterverdachungen. Um 1900; Einzeldenkmal gemäß § 3.2 NDSchG | um 1900 |                  | 45701400030      |
| BW       | Gulfhaus (Gulfhaus) | Jheringsfehn Westerwieke 30 Flurstück: 030809-002-00095/002 Karte | Gulfhaus (Gulfhaus) eingeschossiger Wohnteil, zweimal einspringend. Tür mit Holzblockrahmen. Datiert 1866; Einzeldenkmal gemäß § 3.2 NDSchG | 1866    |                  | 45701400027      |

## Neermoor
| Bild           | Bezeichnung                        | Lage                                                            | Beschreibung | Bauzeit              | Eingetragen seit | Denkmal- nummer  |
| -------------- | ---------------------------------- | --------------------------------------------------------------- | --- | -------------------- | ---------------- | ---------------- |
| BW             | Empfangsgebäude (Bahnhof Neermoor) | Neermoor Bahnhofstraße 16 Flurstück: 030807-011-00172/013 Karte | Empfangsgebäude (Bahnhof Neermoor) zweigeschossiger Ziegelbau mit risalitartig vorspringendem Quertrakt. Plastische Wandgliederung durch Ecklisenen, Gesimse, Rundbogenfenster und Brüstungsfelder. Um 1860. Bedeutung: historisch, wissenschaftlich; wesentliche Begründung: 1.06 geschichtliche Bedeutung aufgrund des Zeugnis- und Schauwertes durch beispielhafte Ausprägung eines Stils und / oder Gebäudetypus; Einzeldenkmal gemäß § 3.2 NDSchG                                                                                | um 1860              |                  | 457014.00067     |
| Friedhof       | Friedhof                           | Neermoor Kirchstraße Flurstück: 030807-008-00051/004 Karte      | Friedhof mit: Wurt, Baumbestand, Stützmauer; Friedhof auf ovaler Wurt, durch Stützmauer und Baumreihe eingefaßt. Erschließung durch Mittelallee. Grabsteine ab Anfang 19. Jahrhundert erhalten (Grabstelen, Grabplatten, Eisenkreuze); Bedeutung: historisch, wissenschaftlich, städtebaulich; wesentliche Begründung: 1.04 geschichtliche Bedeutung aufgrund des Zeugnis- und Schauwertes für Kultur- und Geistesgeschichte; konstituierender Bestandteil einer Gruppe gemäß § 3.3 NDSchG; in Gruppe baulicher Anlagen: 457014Gr0012 |                      |                  | 457014.00071M001 |
| weitere Bilder | Kirche, ev.-ref.                   | Neermoor Kirchstraße 2 Flurstück: 030807-011-00007/006 Karte    | Kirche, ev.-ref. mit: Glockenturm; Rechteckiger Saalbau in Ziegelmauerwerk mit Pilastergliederung. Erbaut 1783, Glockenturm 1877 erhöht. In der Kirche eine Orgel von H. J. Müller aus dem Jahr 1798. Bedeutung: historisch, künstlerisch, wissenschaftlich, städtebaulich; wesentliche Begründung: 1.05 geschichtliche Bedeutung aufgrund des Zeugnis- und Schauwertes für Bau- und Kunstgeschichte; Einzeldenkmal gemäß § 3.2 NDSchG                                                                                                | 1783                 |                  | 457014.00070M001 |
| BW             | Mühle (Windmühle)                  | Neermoor Kirchstraße 17 Flurstück: 030807-012-00074/003 Karte   | Mühle (Windmühle) mit: Lagergebäude; dreigeschossiger Galerieholländer. Galerie, Kappe und Flügel entfernt. Mühle erbaut 1884. Seitlich an die Mühle angebautes zweigeschossiges Lagergebäude, erbaut Ende 19. Jahrhundert; Bedeutung: historisch, wissenschaftlich; wesentliche Begründung: 1.11 geschichtliche Bedeutung aufgrund des Zeugnis- und Schauwertes für Wirtschafts- und Technikgeschichte; Einzeldenkmal gemäß § 3.2 NDSchG                                                                                             | Ende 19. Jahrhundert |                  | 457014.00003M001 |
| weitere Bilder | Kirche, altref.                    | Neermoor Norderstraße 17 Flurstück: 030807-012-00042/001 Karte  | Kirche, altref. Einräumiger Ziegelbau unter Satteldach. Traufen durch segmentbogige Fenster, Lisenen und Gesimse gegliedert. Giebel mit Lisenengliederung und neuerem, rundbogigen Eingang. 1865; Einzeldenkmal gemäß § 3.2 NDSchG | 1865                 |                  | 45701400097      |
| BW             | Villa                              | Neermoor Süderstraße 1 Flurstück: 030807-011-00159/008 Karte    | Villa ein bis zweigeschossiger Ziegelbau mit Garagenanbau. Farblich abgesetzte Gesimse, originale Details (Fenster, Veranda). 1910; Einzeldenkmal gemäß § 3.2 NDSchG | 1910                 |                  | 45701400069      |

## Oldersum
| Bild                                                         | Bezeichnung                                                  | Lage                                                                 | Beschreibung | Bauzeit                   | Eingetragen seit | Denkmal- nummer  |
| ------------------------------------------------------------ | ------------------------------------------------------------ | -------------------------------------------------------------------- | --- | ------------------------- | ---------------- | ---------------- |
| Schule, ehemalige                                            | Schule, ehemalige                                            | Oldersum Am großen Tief 30 Flurstück: 030681-011-00014/002 Karte     | Schule, ehemalige eingeschossiger Ziegelbau. Gliederung durch Gesimse, Lisenen und Rundbogenfenster. Um 1860; Einzeldenkmal gemäß § 3.2 NDSchG | um 1860                   |                  | 45701400048      |
| weitere Bilder                                               | Kirche, ev.-ref.                                             | Oldersum Am großen Tief 32 Flurstück: 030681-011-00010/002 Karte     | Kirche, ev.-ref. mit: Kirchhof; Saalbau in Ziegelmauerwerk unter steilem Satteldach mit außermittigen übergiebelten Risaliten. Modern wirkender Kirchenbau mit traditionellen übersetzten Formelementen. 1922 (A. Sasse); Bedeutung: historisch, künstlerisch, wissenschaftlich, städtebaulich; wesentliche Begründung: 1.04 geschichtliche Bedeutung aufgrund des Zeugnis- und Schauwertes für Kultur- und Geistesgeschichte; Einzeldenkmal gemäß § 3.2 NDSchG; in Gruppe baulicher Anlagen: 457014Gr0016    | 1922/1923                 |                  | 457014.00101M001 |
| Glockenturm                                                  | Glockenturm                                                  | Oldersum Am großen Tief 32 Flurstück: 030681-011-00010/002 Karte     | Glockenturm Freistehender Glockenturm auf quadratischem Grundriss unter Pyramidendach. Zweigeschossiger Bau durch Lisenen gegliedert. OG als offene Schallarkaden ausgebildet. Errichtet 1956. Bedeutung: historisch, wissenschaftlich, städtebaulich; wesentliche Begründung: 1.01 geschichtliche Bedeutung im Rahmen von Ortsgeschichte; Einzeldenkmal gemäß § 3.2 NDSchG; in Gruppe baulicher Anlagen: 457014Gr0016                                                                                        | 1956                      |                  | 45701400102      |
| Wohnhaus (sogenannte Unterpastorei; Ulrich-von-Dornum-tHaus) | Wohnhaus (sogenannte Unterpastorei; Ulrich-von-Dornum-tHaus) | Oldersum An der Rotbuche 3 Flurstück: 030681-011-00394/001 Karte     | Wohnhaus (sogen. Unterpastorei) 1 ⁄2-geschossiger Ziegelbau mit hofseitigem Mittelrisalit und hölzerner Eingangsveranda. Gesamte späthistoristische Wandgliederung und Eingangssituation erhalten. Erbaut 1903; Einzeldenkmal gemäß § 3.2 NDSchG | 1903                      |                  | 45701400120      |
| BW                                                           | Apotheke, ehemalige                                          | Oldersum An der Rotbuche 9 Flurstück: 030681-011-00403/001 Karte     | Apotheke, ehemalige zweigeschossiger Ziegelbau unter Pyramidendach mit einachsigem Mittelrisalit unter flachem Satteldach zur Hauptstraße. Gebäude durch Gesimse gegliedert. Erbaut 1859; Einzeldenkmal gemäß § 3.2 NDSchG | 1859                      |                  | 45701400096      |
| BW                                                           | Wohnhaus                                                     | Oldersum An der Rotbuche 11 Flurstück: 030681-010-00158/008 Karte    | Wohnhaus mit: Einfriedung; Eingeschossiger verputzter Massivbau auf hohem Souterraingeschoss. Mittiger Eingang an der Traufseite in einachsigem Mittelrisalit unter Satteldach. Erbaut 1896; Bedeutung: historisch, wissenschaftlich, städtebaulich; wesentliche Begründung: 1.06 geschichtliche Bedeutung aufgrund des Zeugnis- und Schauwertes durch beispielhafte Ausprägung eines Stils und / oder Gebäudetypus; Einzeldenkmal gemäß § 3.2 NDSchG; in Gruppe baulicher Anlagen: 457014Gr0015              | 1896                      |                  | 457014.00016M001 |
| BW                                                           | Wohnhaus                                                     | Oldersum An der Rotbuche 12 Flurstück: 030681-009-00053/011 Karte    | Wohnhaus eingeschossiger verputzter Massivbau auf Eckgrundstück, Gebäude durchpolygonalem Vorbau in der Ecksituation besonders gestaltet. Gliederung durch Lisenen und Gesimse. Erbaut 1913 (Bauzeichn.); Bedeutung: historisch, wissenschaftlich, städtebaulich; wesentliche Begründung: 1.06 geschichtliche Bedeutung aufgrund des Zeugnis- und Schauwertes durch beispielhafte Ausprägung eines Stils und / oder Gebäudetypus; Einzeldenkmal gemäß § 3.2 NDSchG; in Gruppe baulicher Anlagen: 457014Gr0015 | 1913                      |                  | 45701400084      |
| BW                                                           | Wohnhaus                                                     | Oldersum An der Rotbuche 13 Flurstück: 030681-010-00008/019 Karte    | Wohnhaus Eingeschossiger verputzter Massivbau unter Satteldach. Gliederung durch Mittelrisalit, Ecklisenen sowie Trauf- und Fensterbankgesimse. Fenster durch profilierte Rahmungen und Brüstungsfelder betont; Bedeutung: historisch, wissenschaftlich, städtebaulich; wesentliche Begründung: 1.06 geschichtliche Bedeutung aufgrund des Zeugnis- und Schauwertes durch beispielhafte Ausprägung eines Stils und / oder Gebäudetypus; Gruppe gemäß § 3.3 NDSchG; in Gruppe baulicher Anlagen: 457014Gr0015  |                           |                  | 45701400085      |
| BW                                                           | Wohnhaus                                                     | Oldersum An der Rotbuche 14 Flurstück: 030681-009-00053/012 Karte    | Wohnhaus eingeschossiges Gebäude unter Walmdach. Durch Risalite unter Satteldächern gegliedert. Erbaut ca. 1915. Bedeutung: historisch, wissenschaftlich, städtebaulich; wesentliche Begründung: 1.06 geschichtliche Bedeutung aufgrund des Zeugnis- und Schauwertes durch beispielhafte Ausprägung eines Stils und / oder Gebäudetypus; Gruppe gemäß § 3.3 NDSchG; in Gruppe baulicher Anlagen: 457014Gr0015                                                                                                 | ca. 1915                  |                  | 45701400086      |
| BW                                                           | Gulfhaus (Gulfhaus)                                          | Oldersum Auricher Landstraße 6 Flurstück: 030681-009-00101/028 Karte | Gulfhaus (Gulfhaus) eingeschossiger Wohnteil mit Drempel. Wandgliederung durch Gesimse und Fensterverdachungen. Giebeltür. Um 1900; Einzeldenkmal gemäß § 3.2 NDSchG | um 1900                   |                  | 45701400041      |
| BW                                                           | Wohnhaus (Alte Waage)                                        | Oldersum Emder Straße 3 Flurstück: 030681-011-00213/001 Karte        | Wohnhaus (Alte Waage) eingeschossiger Ziegelbau unter hohem Walmdach, über der mittigen Eingangstür Wappentafel, datiert 1745. Rückwärtig neuerer Anbau; Einzeldenkmal gemäß § 3.2 NDSchG | 1745                      |                  | 45701400044      |
| BW                                                           | Wohnhaus                                                     | Oldersum Emder Straße 10 Flurstück: 030681-011-00301/002 Karte       | Wohnhaus Wuchtiger zweigeschossiger Ziegelbau unter Walmdach. Straßenseitig Traufgesims, überdachte Türumrahmung, seitliche Querdurchfahrt.1. Hälfte 19. Jahrhundert; Einzeldenkmal gemäß § 3.2 NDSchG | 1. Hälfte 19. Jahrhundert |                  | 45701400045      |
| BW                                                           | Gulfhaus (Gulfhaus)                                          | Oldersum Emder Straße 42 Flurstück: 030681-010-00073/003 Karte       | Gulfhaus (Gulfhaus) eingeschossiger Wohnteil mit Drempel, stallseitig zweimal einspringend. Gliederung durch zum Teil farblich abgesetzte Gesimse und Verdachungen. Um 1900; Einzeldenkmal gemäß § 3.2 NDSchG | um 1900                   |                  | 45701400042      |
| BW                                                           | Wohnhaus                                                     | Oldersum Hafenstraße 7 Flurstück: 030681-011-00909/084 Karte         | Wohnhaus eingeschossiger Ziegelbau unter Satteldach mit Beitelmauerwerk entlang der Ortgänge. Erdgeschoss-Fenster mit geraden, leicht gefächerten 1 Stein hohen Stürzen; Einzeldenkmal gemäß § 3.2 NDSchG |                           |                  | 45701400108      |
| BW                                                           | Wohnhaus                                                     | Oldersum Hafenstraße 16 Flurstück: 030681-011-00865/238 Karte        | Wohnhaus eingeschossiger Ziegelbau unter Halbwalmdach mit Zwerchhaus. Unter der Walmtraufe hölzernes Gesims. Blockrahmen-Fenster. 1. Hälfte 19. Jahrhundert; Einzeldenkmal gemäß § 3.2 NDSchG | 1. Hälfte 19. Jahrhundert |                  | 45701400052      |
| weitere Bilder                                               | Wohn-/Bürogebäude (Schiffswerft Julius Diedrich)             | Oldersum Hafenstraße 20 Flurstück: 030681-011-00249/006 Karte        | Wohn-/Bürogebäude (Schiffswerft Julius Diedrich) Am Nordgiebel der Schiffbauhalle Wohnhaus- und Büroanbau. Zweigeschossiger Ziegelbau, Obergeschoss zum größten Teil verputzt. Um 1922. Bedeutung: historisch; wesentliche Begründung: 1.11 geschichtliche Bedeutung aufgrund des Zeugnis- und Schauwertes für Wirtschafts- und Technikgeschichte; Gruppe gemäß § 3.3 NDSchG; in Gruppe baulicher Anlagen: 457014Gr0017                                                                                       | um 1922                   |                  | 45701400109      |
| Slipanlage (Schiffswerft Julius Diedrich)                    | Slipanlage (Schiffswerft Julius Diedrich)                    | Oldersum Hafenstraße 20 Flurstück: 030681-011-00572/240 Karte        | Slipanlage (Schiffswerft Julius Diedrich) Nordwestlich der Schiffbauhalle Querslipanlage in Betonbauweise. Bedeutung: historisch; wesentliche Begründung: 1.11 geschichtliche Bedeutung aufgrund des Zeugnis- und Schauwertes für Wirtschafts- und Technikgeschichte; Gruppe gemäß § 3.3 NDSchG; in Gruppe baulicher Anlagen: 457014Gr0017 |                           |                  | 45701400110      |
| Schiffbauhalle (Schiffswerft Julius Diedrich)                | Schiffbauhalle (Schiffswerft Julius Diedrich)                | Oldersum Hafenstraße 20 Flurstück: 030681-011-00249/006 Karte        | Schiffbauhalle (Schiffswerft Julius Diedrich) eingeschossiger Ziegelbau unter flach geneigtem Satteldach, sehr schlichte Gestaltung, zur Ostseite große rechteckige Fensteröffnungen mit Sprossenteilung; um 1922; Bedeutung: historisch; wesentliche Begründung: 1.11 geschichtliche Bedeutung aufgrund des Zeugnis- und Schauwertes für Wirtschafts- und Technikgeschichte; Gruppe gemäß § 3.3 NDSchG; in Gruppe baulicher Anlagen: 457014Gr0017                                                            | um 1922                   |                  | 45701400111      |
| Seilerei (Seilerei Diepen)                                   | Seilerei (Seilerei Diepen)                                   | Oldersum Hinter der Bleiche 2 Flurstück: 030681-011-00183/001 Karte  | Seilerei (Seilerei Diepen) Langgestreckter eingeschossiger Klinkerbau unter Satteldach mit zweigeschossigem Kopfbau an der Ostseite. Im Innern umfangreiche technische Ausstattung erhalten. Erbaut 1948/1949, bis 1969 in Betrieb; Einzeldenkmal gemäß § 3.2 NDSchG | 1948/1949                 |                  | 45701400118      |
| BW                                                           | Reeperbahn (Seilerei Diepen)                                 | Oldersum Hinter der Bleiche 3 Flurstück: 030681-...-00183/001 Karte  | Reeperbahn (Seilerei Diepen) Östlich an der Kopfbau des Seilereigebäudes anschließende Reeperbahn in Holzkonstruktion mit Asbestzementverkleidung, zur Zeit der Erfassung abgebrochen; Einzeldenkmal gemäß § 3.2 NDSchG |                           |                  | 45701400119      |
| BW                                                           | Gulfhaus (Gulfhaus)                                          | Oldersum Kannegießerstraße 6 Flurstück: 030681-011-00889/380 Karte   | Gulfhaus (Gulfhaus) eingeschossiger Wohnteil, auf der Dielenseite zweimal einspringend. An der Stallseite nachträglich aufgestocktes Zwerchhaus. Datiert mit Mauerankern 1774; verändert und Wirtschaftsteil um 1900; Einzeldenkmal gemäß § 3.2 NDSchG | 1774                      |                  | 45701400047      |
| BW                                                           | Wohnhaus                                                     | Oldersum Sielstraße 8 Flurstück: 030681-011-00550/220 Karte          | Wohnhaus eingeschossiger Ziegelbau. Profilierte Türumrandung mit Verdachung. 1. Hälfte 19. Jahrhundert; Einzeldenkmal gemäß § 3.2 NDSchG | 1. Hälfte 19. Jahrhundert |                  | 45701400050      |
| BW                                                           | Gulfhaus (Gulfhaus)                                          | Oldersum Zur Alten Maar 7 Flurstück: 030681-011-00320/002 Karte      | Gulfhaus (Gulfhaus) eingeschossiger Wohnteil, verputzt, mit Drempel und aufwendiger Gliederung. Wirtschaftsteil Rohziegelbau. Ende 19. Jahrhundert; Einzeldenkmal gemäß § 3.2 NDSchG | Ende 19. Jahrhundert      |                  | 45701400046      |

## Rorichum
| Bild           | Bezeichnung                      | Lage                                                                  | Beschreibung | Bauzeit                   | Eingetragen seit | Denkmal- nummer  |
| -------------- | -------------------------------- | --------------------------------------------------------------------- | --- | ------------------------- | ---------------- | ---------------- |
| BW             | Schule, ehemalige                | Rorichum Klunderburgstraße 12 Flurstück: 030804-002-00049/007 Karte   | Schule, ehemalige ein- bis 1 ⁄2-geschossiger Ziegelbau. Gliederung durch Gesimse und Verdachungen. Um 1880. Bedeutung: historisch, wissenschaftlich; wesentliche Begründung: 1.06 geschichtliche Bedeutung aufgrund des Zeugnis- und Schauwertes durch beispielhafte Ausprägung eines Stils und / oder Gebäudetypus; Einzeldenkmal gemäß § 3.2 NDSchG; in Gruppe baulicher Anlagen: 457014Gr0011                                                               | um 1880                   |                  | 45701400062      |
| weitere Bilder | Kirche, ev.-ref.                 | Rorichum Lange Reihe 3/5 Flurstück: 030804-002-00042/005 Karte        | Kirche, ev.-ref. mit: Friedhof; einschiffiger Saalbau in Ziegelbauweise. 2. Hälfte 13. Jahrhundert; Wände im 16. Jahrhundert erhöht. Bedeutung: historisch, künstlerisch, wissenschaftlich, städtebaulich; wesentliche Begründung: 1.04 geschichtliche Bedeutung aufgrund des Zeugnis- und Schauwertes für Kultur- und Geistesgeschichte; Einzeldenkmal gemäß § 3.2 NDSchG; in Gruppe baulicher Anlagen: 457014Gr0011                                          | 2. Hälfte 13. Jahrhundert |                  | 457014.00059M001 |
| BW             | Glockenturm                      | Rorichum Lange Reihe 3/5 Flurstück: 030804-002-00042/005 Karte        | Glockenturm Ziegelbau des Parallelmauertypus, 13. Jahrhundert; Bedeutung: historisch, künstlerisch, wissenschaftlich, städtebaulich; wesentliche Begründung: 2.1; Einzeldenkmal gemäß § 3.2 NDSchG; in Gruppe baulicher Anlagen: 457014Gr0011 | 13. Jahrhundert           |                  | 45701400060      |
| BW             | Pfarrhaus, ehemaliges (Gulfhaus) | Rorichum Lange Reihe 10 Flurstück: 030804-002-00032/001 Karte         | Pfarrhaus, ehemaliges (Gulfhaus) mit: Ziegelmauer, Pfarrgarten; eingeschossiger Wohnteil mit Kellerstube. Blockrahmen-Fenster.1791 Wirtschaftsteil neu aufgemauert, 1987. Bedeutung: historisch, wissenschaftlich; wesentliche Begründung: 1.06 geschichtliche Bedeutung aufgrund des Zeugnis- und Schauwertes durch beispielhafte Ausprägung eines Stils und / oder Gebäudetypus; Einzeldenkmal gemäß § 3.2 NDSchG; in Gruppe baulicher Anlagen: 457014Gr0011 | 1791                      |                  | 457014.00061M001 |
| BW             | Gulfhaus (Gulfhaus)              | Rorichum Ziegellandwarfstraße 4 Flurstück: 030804-003-00011/002 Karte | Gulfhaus (Gulfhaus) eingeschossiger Wohnteil mit Drempel, stallseitig zweimal einspringend. Relativ aufwendige Gliederung durch Gesimse, Brüstungsfelder und Verdachungen. Zum Teil alte Gußeisen-Fenster. Ende 19. Jahrhundert; Einzeldenkmal gemäß § 3.2 NDSchG | Ende 19. Jahrhundert      |                  | 45701400063      |

## Terborg
| Bild                                     | Bezeichnung                              | Lage                                                              | Beschreibung | Bauzeit                   | Eingetragen seit | Denkmal- nummer |
| ---------------------------------------- | ---------------------------------------- | ----------------------------------------------------------------- | --- | ------------------------- | ---------------- | --------------- |
|                                          | Schule, ehemalige                        | Terborg Dorfstraße Flurstück: 030811-008-00018/000                | Schule, ehemalige Einräumiger Ziegelbau unter Walmdach. Schmale Wandfelder zwischen Lisenen und profilierten Sockel-/Traufgesimsen. Rundbogenfenster. Wohl 2. Hälfte 18. Jahrhundert; Einzeldenkmal gemäß § 3.2 NDSchG                                                 | 2. Hälfte 18. Jahrhundert |                  | 45701400064     |
| Schöpfwerk (Schöpfwerk Neermoor-Terborg) | Schöpfwerk (Schöpfwerk Neermoor-Terborg) | Terborg Schöpfwerkstraße 12 Flurstück: 030811-006-00067/011 Karte | Schöpfwerk (Schöpfwerk Neermoor-Terborg) 1 ⁄2-geschossiger Ziegelbau auf L-förmigen Grundriss unter Walm- bzw. Satteldach mit zeittypischen Architekturmerkmalen der 1950er Jahre. Nordecke mit Bauplastik der säende Landmann. 1958; Einzeldenkmal gemäß § 3.2 NDSchG | 1958                      |                  | 45701400099     |

## Tergast
| Bild           | Bezeichnung                                   | Lage                                                             | Beschreibung | Bauzeit              | Eingetragen seit | Denkmal- nummer  |
| -------------- | --------------------------------------------- | ---------------------------------------------------------------- | --- | -------------------- | ---------------- | ---------------- |
| BW             | Gulfhaus (Gulfhaus)                           | Tergast Goemannsweg 1 Flurstück: 030803-002-00122/034 Karte      | Gulfhaus (Gulfhaus) eingeschossiger Wohnteil mit Drempel, stallseitig zweimal einspringend. Aufwendige Gliederung durch Gesimse, Lisenen, Verdachungen, Fensterbänke und Brüstungsfelder. Datiert 1887; Einzeldenkmal gemäß § 3.2 NDSchG | 1887                 |                  | 45701400056      |
| weitere Bilder | Kirche, ev.-ref.                              | Tergast Südergaster Weg 2 Flurstück: 030803-010-00100/002 Karte  | Kirche, ev.-ref. mit: Glockenturm, Wurt; Einschiffiger Ziegelbau des 13. Jahrhunderts; vor der Westwand Glockenturm, datiert 1842. Bedeutung: historisch, künstlerisch, wissenschaftlich, städtebaulich; wesentliche Begründung: 1.04 geschichtliche Bedeutung aufgrund des Zeugnis- und Schauwertes für Kultur- und Geistesgeschichte; Einzeldenkmal gemäß § 3.2 NDSchG; in Gruppe baulicher Anlagen: 457014Gr0010 | 1842                 |                  | 457014.00057M001 |
| BW             | Friedhof                                      | Tergast Südergaster Weg 2 Flurstück: 030803-010-00100/002 Karte  | Friedhof Friedhof auf Wurt, Friedhofspforte datiert 1915. Bedeutung: historisch, wissenschaftlich; wesentliche Begründung: 1.04 geschichtliche Bedeutung aufgrund des Zeugnis- und Schauwertes für Kultur- und Geistesgeschichte; Gruppe gemäß § 3.3 NDSchG; in Gruppe baulicher Anlagen: 457014Gr0010 |                      |                  | 45701400088      |
| BW             | Gulfhaus (Gulfhaus)                           | Tergast Südergaster Weg 26 Flurstück: 030803-005-00058/002 Karte | Gulfhaus (Gulfhaus) eingeschossiger Wohnteil, beidseitig zweimal einspringend. Gliederung durch Gesimse, Lisenen und Fensterverdachungen. Ende 19. Jahrhundert; Einzeldenkmal gemäß § 3.2 NDSchG | Ende 19. Jahrhundert |                  | 45701400058      |
|                | Wasserwerk, ehemaliges (Wasserwerk Tergast I) | Tergast Wasserwerkstraße 22 Flurstück: 030803-005-00165/001      | Wasserwerk, ehemaliges (Wasserwerk Tergast I) mit: Wohnhaus, Wasserbehälter, Maschinenhaus; Kernstück der Anlage ist das Maschinen-/Pumpenhaus von 1911/1913, daneben hat sich, zum Wohnhaus umgebaut, das urspr. Pumpenwerk von 1897 mit d. Maschinenhallenanbau und dem Sammelbehälter erhalten. Bedeutung: historisch, wissenschaftlich; wesentliche Begründung: 1.11 geschichtliche Bedeutung aufgrund des Zeugnis- und Schauwertes für Wirtschafts- und Technikgeschichte; Einzeldenkmal gemäß § 3.2 NDSchG; in Gruppe baulicher Anlagen: 457014Gr0019 | 1911/1913            |                  | 457014.00144M001 |

## Veenhusen
| Bild             | Bezeichnung              | Lage                                                                | Beschreibung | Bauzeit              | Eingetragen seit | Denkmal- nummer  |
| ---------------- | ------------------------ | ------------------------------------------------------------------- | --- | -------------------- | ---------------- | ---------------- |
| BW               | Wohn-/Wirtschaftsgebäude | Veenhusen Königsmoorstraße 21 Flurstück: 030810-005-00026/001 Karte | Wohn-/Wirtschaftsgebäude Einzeldenkmal gemäß § 3.2 NDSchG |                      | 11. Juli 1986    | 45701400106      |
| BW               | Gulfhaus (Gulfhaus)      | Veenhusen Mentewehrstraße 3 Flurstück: 030810-013-00045/004 Karte   | Gulfhaus (Gulfhaus) Gulfhaus mit vorgebauter Villa: 1 ⁄2-geschossiger Ziegelbau mit bewegtem Grund- und Aufriss. Stuckverzierungen. Um 1910; Einzeldenkmal gemäß § 3.2 NDSchG | um 1910              |                  | 45701400065      |
| Kirche, ev.-ref. | Kirche, ev.-ref.         | Veenhusen Zur alten Kirche Flurstück: 030810-001-00024/003 Karte    | Kirche, ev.-ref. mit: Kirchwurt, Friedhof; Auf wurtähnlich aufgeschüttetem Friedhof gelegener, einschiffiger Ziegelbau. Wohl 15. Jahrhundert; Westturm datiert 1860. Bedeutung: historisch, wissenschaftlich; wesentliche Begründung: 1.04 geschichtliche Bedeutung aufgrund des Zeugnis- und Schauwertes für Kultur- und Geistesgeschichte; Einzeldenkmal gemäß § 3.2 NDSchG | 15. Jahrhundert/1860 |                  | 457014.00066M001 |

## Warsingsfehn
| Bild | Bezeichnung                                     | Lage                                                                      | Beschreibung | Bauzeit                | Eingetragen seit | Denkmal- nummer  |
| --- | ----------------------------------------------- | ------------------------------------------------------------------------- | --- | ---------------------- | ---------------- | ---------------- |
| Friedhof | Friedhof                                        | Warsingsfehn 1. Norderwieke Flurstück: 030806-007-00163/001               | Friedhof Friedhof auf rechteckiger wurtähnlicher Erhebung mit zahlreichen, älteren Grabsteinen. Mitte 19. Jahrhundert; Bedeutung: historisch, wissenschaftlich; wesentliche Begründung: 1.04 geschichtliche Bedeutung aufgrund des Zeugnis- und Schauwertes für Kultur- und Geistesgeschichte; Gruppe gemäß § 3.3 NDSchG; in Gruppe baulicher Anlagen: 457014Gr0013, 457014Gr0018 | Mitte 19. Jahrhundert  |                  | 45701400073      |
| BW | Spritzenhaus, ehemaliges                        | Warsingsfehn 1. Norderwieke 1 Flurstück: 030806-009-00032/019 Karte       | Spritzenhaus, ehemaliges Giebelständiger Backsteinbau mit schlichter Ziegelgliederung unter Satteldach. Alte Fenster und Einfahrtstor wohl original erhalten. Mittige Erschließung über kleine Freitreppe; Gruppe gemäß § 3.3 NDSchG; in Gruppe baulicher Anlagen: 457014Gr0018 |                        |                  | 45701400143      |
| BW | Schule, ehemalige                               | Warsingsfehn 1. Norderwieke 3-5 Flurstück: 030806-009-00032/018 Karte     | Schule, ehemalige Ehemaliges 1-klassiges Schulgebäude und Lehrerwohnhaus von 1897 schräg vis-avis der alten Schule von 1821/1823. Ziegelbau mit Stichbogenfenstern und quergestelltem Erweiterungsbau (?); Gruppe gemäß § 3.3 NDSchG; in Gruppe baulicher Anlagen: 457014Gr0018 | 1821/1823              |                  | 45701400142      |
| [[Vorlage:Bilderwunsch/code!/C:53.326871,7.484172!/D:Kanal [Fehnkanal (Wieke]), 2. Norderwieke Flurstück: 030806-008-00197/003!/\|BW]] | Kanal [Fehnkanal (Wieke])                       | Warsingsfehn 2. Norderwieke Flurstück: 030806-008-00197/003 Karte         | Kanal (Fehnkanal [Wieke]) mit: Baumreihe (Allee); Bedeutung: historisch, wissenschaftlich, städtebaulich; wesentliche Begründung: 3.3; konstituierender Bestandteil einer Gruppe gemäß § 3.3 NDSchG; in Gruppe baulicher Anlagen: 457014Gr0014 |                        |                  | 457014.00091M001 |
| | Gulfhaus (Gulfhaus)                             | Warsingsfehn 2. Norderwieke 7 Flurstück: 030806-008-00018/003             | Gulfhaus (Gulfhaus) eingeschossiger schlichter Ziegelbau. Wirtschafts-Giebel unter Halbwalm. Um 1930. Bedeutung: historisch, wissenschaftlich, städtebaulich; wesentliche Begründung: 1.09 geschichtliche Bedeutung aufgrund des Zeugnis- und Schauwertes für Siedlungs- und Stadtbaugeschichte; Gruppe gemäß § 3.3 NDSchG; in Gruppe baulicher Anlagen: 457014Gr0014 | um 1930                |                  | 45701400078      |
| | Gulfhaus (Gulfhaus)                             | Warsingsfehn 2. Norderwieke 11 Flurstück: 030806-008-00019/001            | Gulfhaus (Gulfhaus) eingeschossiger Ziegelbau. Wirtschafts-Giebel unter Vollwalm. Ende 19. Jahrhundert; Bedeutung: historisch, wissenschaftlich, städtebaulich; wesentliche Begründung: 1.09 geschichtliche Bedeutung aufgrund des Zeugnis- und Schauwertes für Siedlungs- und Stadtbaugeschichte; Gruppe gemäß § 3.3 NDSchG; in Gruppe baulicher Anlagen: 457014Gr0014 | Ende 19. Jahrhundert   |                  | 45701400077      |
| | Gulfhaus (Gulfhaus)                             | Warsingsfehn 2. Norderwieke 15 Flurstück: 030806-008-00024/001            | Gulfhaus (Gulfhaus) eingeschossiger Ziegelbau. Wirtschaftsgiebel unter Vollwalm. Im Wohnteil profilierte Türumrandung. Mitte 19. Jahrhundert; Bedeutung: historisch, wissenschaftlich, städtebaulich; wesentliche Begründung: 1.09 geschichtliche Bedeutung aufgrund des Zeugnis- und Schauwertes für Siedlungs- und Stadtbaugeschichte; Einzeldenkmal gemäß § 3.2 NDSchG; in Gruppe baulicher Anlagen: 457014Gr0014                                                                               | Mitte 19. Jahrhundert  |                  | 45701400076      |
| | Gulfhaus (Gulfhaus)                             | Warsingsfehn 2. Norderwieke 19 Flurstück: 030806-008-00027/003            | Gulfhaus (Gulfhaus) eingeschossiger schlichter Ziegelbau. Wirtschaftsgiebel unter Halbwalm. Anfang 20. Jahrhundert; Bedeutung: historisch, wissenschaftlich, städtebaulich; wesentliche Begründung: 1.09 geschichtliche Bedeutung aufgrund des Zeugnis- und Schauwertes für Siedlungs- und Stadtbaugeschichte; Gruppe gemäß § 3.3 NDSchG; in Gruppe baulicher Anlagen: 457014Gr0014 | Anfang 20. Jahrhundert |                  | 45701400075      |
| | Gulfhaus (Gulfhaus)                             | Warsingsfehn 2. Norderwieke 23 Flurstück: 030806-008-00028/004            | Gulfhaus (Gulfhaus) eingeschossiger schlichter Ziegelbau, Wirtschaftsgiebel unter Halbwalm. Um 1930/1950. Bedeutung: historisch, wissenschaftlich, städtebaulich; wesentliche Begründung: 1.09 geschichtliche Bedeutung aufgrund des Zeugnis- und Schauwertes für Siedlungs- und Stadtbaugeschichte; Gruppe gemäß § 3.3 NDSchG; in Gruppe baulicher Anlagen: 457014Gr0014 | um 1930/1950           |                  | 45701400074      |
| | Gulfhaus (Gulfhaus)                             | Warsingsfehn 2. Norderwieke 30 Flurstück: 030806-008-00066/004            | Gulfhaus (Gulfhaus) Kl. Gulfhaus um 1910 mit Bettenkammern im Wohnteil und Keller mit Quertonne im Wirtschaftsteil; Einzeldenkmal gemäß § 3.2 NDSchG | um 1910                |                  | 45701400082      |
| | Gulfhaus (Gulfhaus)                             | Warsingsfehn 2. Norderwieke 37 Flurstück: 030806-008-00039/003            | Gulfhaus (Gulfhaus) eingeschossiger Ziegelbau mit Segmentbogenfenstern. Wirtschafts-Giebel unter Vollwalm. Um 1880; Einzeldenkmal gemäß § 3.2 NDSchG | um 1880                |                  | 45701400068      |
| BW | Wohn-/Wirtschaftsgebäude, ehemaliges (Gulfhaus) | Warsingsfehn Hauptwieke 14 Flurstück: 030806-007-00164/003 Karte          | Wohn-/Wirtschaftsgebäude, ehemaliges (Gulfhaus) Ehemaliges kleines giebelständiges Gulfhaus in Ziegelmauerwerk unter Krüppelwalmdach. Wirtschaftsteil abgewalmt und zu Wohnzwecken umgebaut. Wohnteil mit Treppenhaus zur ausgebauten Dachwohnung; Gruppe gemäß § 3.3 NDSchG; in Gruppe baulicher Anlagen: 457014Gr0018 |                        |                  | 45701400141      |
| Mühle (Windmühle) | Mühle (Windmühle)                               | Warsingsfehn Hauptwieke 20 Flurstück: 030806-009-00032/017 Karte          | Mühle (Windmühle) Galerieholländer, erbaut 1886; Einzeldenkmal gemäß § 3.2 NDSchG | 1886                   |                  | 45701400080      |
| | Wohnhaus                                        | Warsingsfehn Jann-Berghaus-Straße 6 Flurstück: 030806-010-00481/052       | Wohnhaus eingeschossiger kleiner Ziegelbau mit rückwärtigem Queranbau. Gebäude durch Lisenen und Ziegelziersetzungen gegliedert. Fenster mit segmentbogigen Stürzen unter Ziegelverdachungen. Erbaut um 1900. Bedeutung: historisch, wissenschaftlich; wesentliche Begründung: 1.06 geschichtliche Bedeutung aufgrund des Zeugnis- und Schauwertes durch beispielhafte Ausprägung eines Stils und / oder Gebäudetypus; Einzeldenkmal gemäß § 3.2 NDSchG                                            | um 1900                |                  | 457014.00113     |
| BW | Gulfhaus (Gulfhaus)                             | Warsingsfehn Jann-Berghaus-Straße 7 Flurstück: 030806-010-00033/002 Karte | Gulfhaus (Gulfhaus) eingeschossiger Ziegelbau mit Steilgiebel. Gebäude durch Gesimse gegliedert. Fenster und Hauseingangstür aus der Bauzeit erhalten. Errichtet ca. 1930. Bedeutung: historisch, wissenschaftlich; wesentliche Begründung: 1.06 geschichtliche Bedeutung aufgrund des Zeugnis- und Schauwertes durch beispielhafte Ausprägung eines Stils und / oder Gebäudetypus; Einzeldenkmal gemäß § 3.2 NDSchG                                                                               | ca. 1930               |                  | 457014.00114     |
| BW | Gulfhaus (Gulfhaus)                             | Warsingsfehn Jann-Berghaus-Straße 8 Flurstück: 030806-010-00480/052 Karte | Gulfhaus (Gulfhaus) eingeschossiger Wohnteil unter Halbwalmdach. Gliederung durch segmentbogige Fenster. Erbaut Ende 19. Jahrhundert; Bedeutung: historisch, wissenschaftlich; wesentliche Begründung: 1.06 geschichtliche Bedeutung aufgrund des Zeugnis- und Schauwertes durch beispielhafte Ausprägung eines Stils und / oder Gebäudetypus; Einzeldenkmal gemäß § 3.2 NDSchG | Ende 19. Jahrhundert   |                  | 457014.00115     |
| BW | Wohn-/Wirtschaftsgebäude (Gulfhaus)             | Warsingsfehn Schleusenweg 11 Flurstück: 030806-009-00097/0008 Karte       | Wohn-/Wirtschaftsgebäude (Gulfhaus) eingeschossiger giebelständiger Ziegelbau in ortstypischer Ausprägung unter Krüppel-/Vollwalmdach, im Kern wohl 18. Jahrhundert. Das Gulfhaus Schleusenweg 11 befindet sich an der Kreuzung des Warsingfehnkanals mit der 1. Norderwieke und der 3. Süderwieke. Bedeutung: historisch, städtebaulich; wesentliche Begründung: 1.01 geschichtliche Bedeutung im Rahmen von Ortsgeschichte; Gruppe gemäß § 3.3 NDSchG; in Gruppe baulicher Anlagen: 457014Gr0018 | 18. Jahrhundert        |                  | 45701400146      |